# Serendipaceratops
Serendipaceratops – rodzaj dinozaura ptasiomiednicznego o niepewnej pozycji systematycznej, żyjącego w okresie wczesnej kredy (ok. 116–115 mln lat temu) na terenach dzisiejszej Australii. Nazwa rodzajowa pochodzi od angielskiego słowa Serendip, oznaczającego m.in. Sri Lankę, ale także program SETI oraz dokonywanie odkryć przypadkiem (serendipity). Gatunek typowy S. arthurcclarkei otrzymał swą nazwę od Arthura C. Clarke’a, autora książek o tematyce science fiction.
Znany jedynie z kości łokciowej odkrytej nieopodal nadmorskiego miasta Kilcunda w stanie Wiktoria). Zdaniem autorów opisu Serendipaceratops, Toma Richa i Patricii Vickers-Rich, jego kość łokciowa przypominała kość łokciową leptoceratopsa, co mogłoby dowodzić przynależności S. arthurcclarkei do ceratopsów; gdyby ta identyfikacja się potwierdziła, byłby to (być może poza kontrowersyjnym Notoceratops) jedyny znany ceratops z półkuli południowej. Z taką interpretacją nie zgodzili się jednak Salisbury i współpracownicy (2007), którzy stwierdzili podobieństwo kości S. arthurcclarkei do kości łokciowych bazalnych ankylozaurów, w tym australijskiego rodzaju Minmi. W późniejszej publikacji Agnolin i współpracownicy (2010) uznali S. arthurcclarkei za nomen dubium i ograniczyli się do sklasyfikowania go jako przedstawiciela kladu Genasauria o niepewnej pozycji systematycznej. Na podstawie przeprowadzonej analizy morfometrycznej i statystycznej Rich i in. (2014) potwierdzają jednak swoje wcześniejsze stanowisko, że Serendipaceratops jest przedstawicielem Ceratopsia.